# Crystal Clear
Crystal Clear es el nombre del cuarto álbum de estudio de la cantante estadounidiense de música cristiana Jaci Velásquez, Fue lanzado al mercado por Word Records el 5 de septiembre de 2000. Este álbum cuenta con 11 temas, de los cuales 5 llegaron a ser sencillos radiales.

## Listado de canciones
1. «Escúchame»
2. «Crystal Clear»
3. «Every Time I Fall»
4. «You're Not There»
5. «Adore»
6. «He's My Savior»
7. «You Don't Miss A Thing»
8. «Imagine Me Without You»
9. «Come As You Are» (con Luis Fonsi)
10. «Center of Your Love»
11. «Just A Prayer Away»

## Sencillos
1. «Imagine Me Without You»
2. «Every Time I Fall»
3. «Adore» (se realizó un videoclip para este sencillo)
4. «Just A Prayer Away»
5. «Center of Yur Love»